# François Grenier de Saint-Martin
François Grenier de Saint-Martin, pseudonyme de Francisque Martin Grenier, né à Paris le 22 juillet 1793 et mort dans la même ville le 19 décembre 1867 est un peintre français.

## Biographie
François Grenier de Saint-Martin, peintre d'histoire, de genre et de portraits, est élève de Jacques-Louis David et de Pierre-Narcisse Guérin. Il réside au 22, rue Godot-de-Mauroy à Paris.
Il obtient une médaille au Salon de 1810.

## Œuvres
- 1810 : Atala mourante.
- 1812 :
  - Atalante et Hippomène ;
  - Portrait.
- 1814 :
  - Le Départ du conscrit ;
  - Le Retour du conscrit.
- 1817 : Une scène de magnétisme.
- 1819 :
  - Sainte Geneviève ramenant les Francs sur leurs remparts ;
  - Le Chevalier Robert et la fée Urgèle tiré du conte de Voltaire ;
  - Attaque d'un village par des tirailleurs français ;
  - Ambrosio sortant Antonia encore endormie des tombeaux du couvent de Sainte-Claire à Madrid ;
  - La Prudence, figure allégorique, commandé ou acquis par le ministre de la Maison du Roi ;
  - deux Portraits.
- 1822 :
  - Sainte Geneviève apaisant un orage qui tombait sur ses moissons, commandé ou acquis par le préfet du département de la Seine ;
  - Deux Matelots sur le bout d'une jetée ;
  - Guérillas passant sous une embuscade ;
  - Une sentinelle près d'un gabion.
- 1824 :
  - Combat de Campillo de Arenas en juillet 1823, commandé ou acquis par le préfet du département de la Seine ;
  - Combat de Llers, commandé ou acquis par le préfet du département de la Seine ;
  - Militaires aux avant postes, commandé ou acquis par le duc d'Orléans ;
  - Conscrit demandant son chemin à des paysans, acquis par la Société des amis des arts ;
  - Vue de la rade du Havre par un temps de brume ;
  - Le Hussard fourrageur ;
  - Groupe de marins ;
  - Un matelot appuyé contre une palissade ;
  - Un sapeur en tirailleur ;
  - Un conscrit portant les armes avec son bâton à une paysanne, aquarelle.
- 1826 : Une laitière des environs de Cherbourg, à la galerie Lebrun[C'est-à-dire ?].
- 1827 :
  - Grenadier escortant des munitions de guerre ;
  - Portrait en pied.
- Gray, musée Baron-Martin :
  - [Littoral] ;
  - Un brise lames.

Œuvres de François Grenier de Saint-Martin
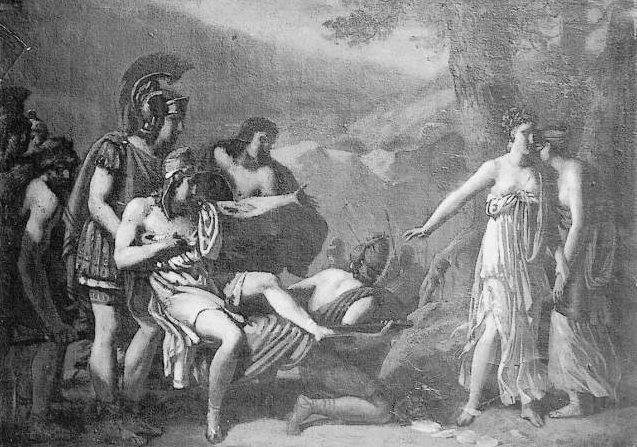
Œnone refusant de secourir Paris (vers 1816), localisation inconnue.
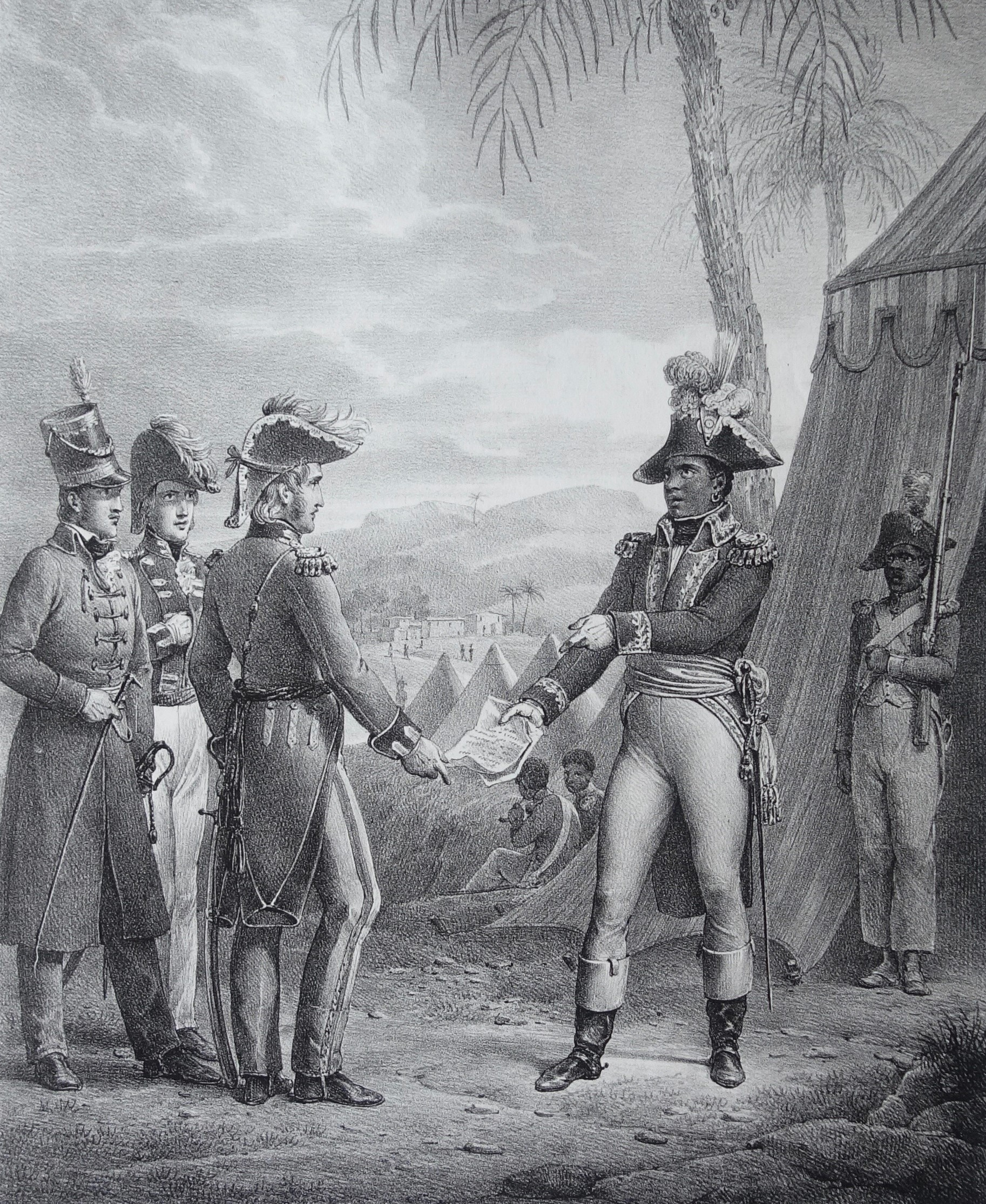
Le Général Toussaint Louverture reçevant un général anglais (1821), Paris, musée du Quai Branly - Jacques-Chirac.
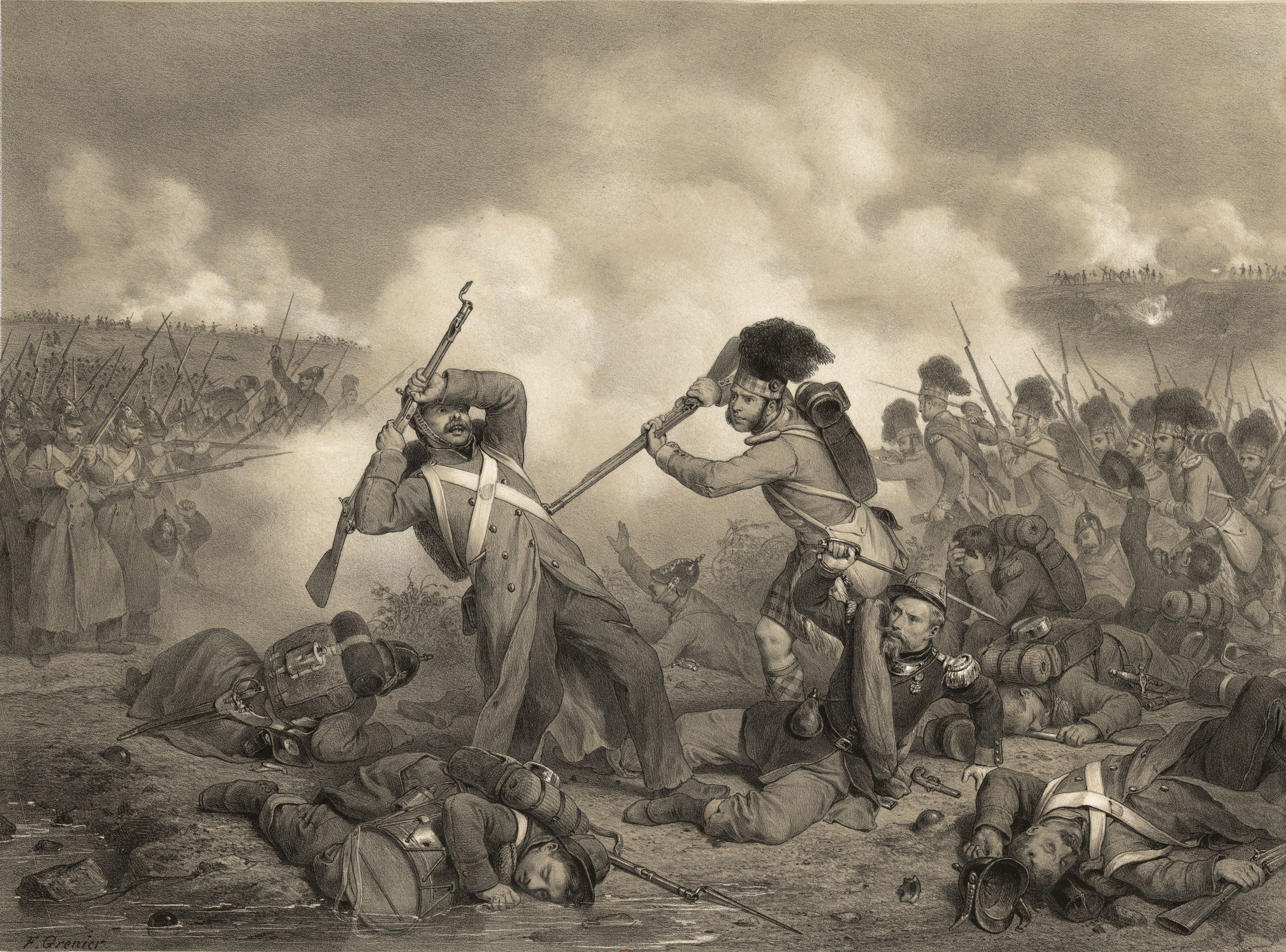
Épisode de la bataille d'Inkermann (1855), Paris, BnF.
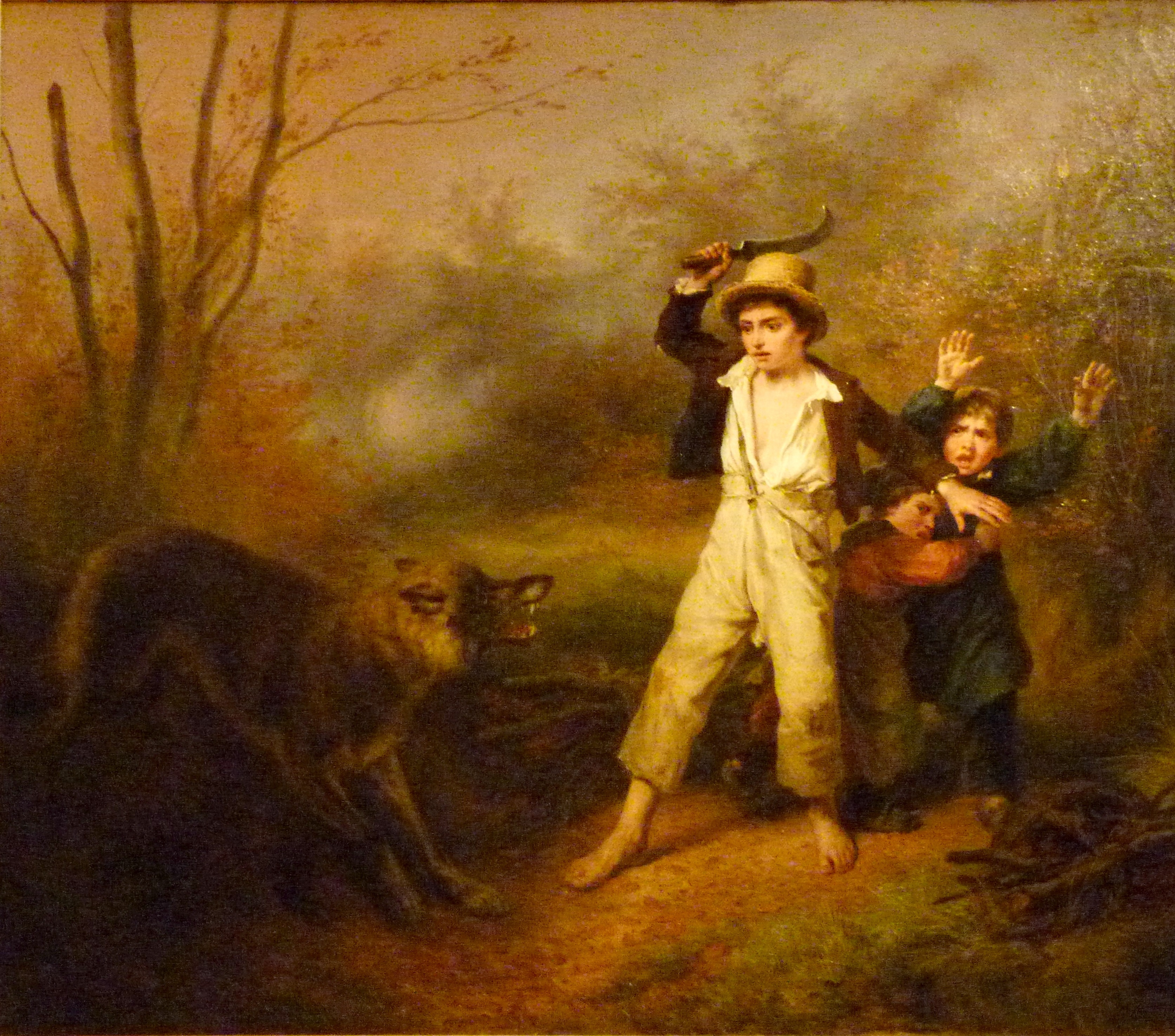
Petits paysans surpris par un loup (Salon de 1833), Paris, musée de la Chasse et de la Nature.